# United States Army Transportation Corps

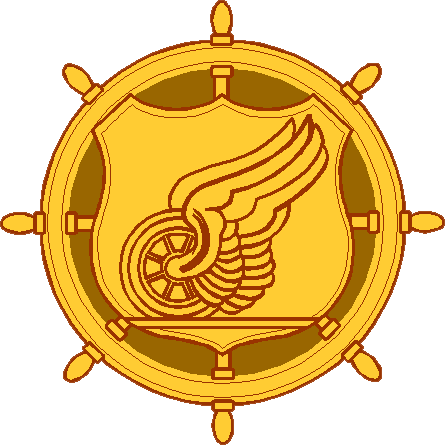
Transportation Corps branch insignia

Das United States Army Transportation Corps (USATC) ist ein am 31. Juli 1942 von Franklin D. Roosevelt gegründetes Corps der United States Army.
Es ist verantwortlich für Hafenterminals, Eisenbahnen und LKW, sowie für das Anlanden von See, Straßenverkehrskontrollen, Eisenbahntransporte und Transportplanung.

## Standorte
In Fort Story ist für die Schulung und das Training von Logistics Over The Shore (LOTS)-Aufgaben und Salzwasseraufbereitung zuständig. In Fort Leonard Wood findet das Motor Transportation Operator training für das Corps statt.

## Organisation
Es ist der Nachfolger des Army Transport Service (ATS) und des Harbor Boat Service (HBS). Am 28. Juni 1950 entschied Harry S. Truman, dass das Corps eine Abteilung der Army werden sollte und am 31. Juli 1986 wurde es in das U.S. Army Regimental System aufgenommen.
Von 1942 bis 1947 war die Eisenbahnabteilung des USATC in Military Railway Service (MRS) untergliedert. Das 1st MRS war zuständig für Nordafrika, Italien und Südfrankreich. Das 2nd MRS für alle anderen europäischen Gebiete.
Das Transportation Corps betrieb beispielsweise Hospitalschiffe, Truppentransporter und Tanker. Nach dem Krieg ging der Großteil aller Schiffe zur United States Navy über.
Das Transportation Corps betrieb Depots für Luftfracht. Es hatte mehrere Helikopter-Kompanien, die z. B. beim Transport von Verwundeten im Koreakrieg und im Vietnamkrieg beteiligt waren.

## Einsätze

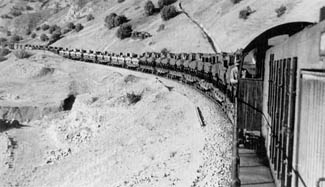
Alliierter Zug durch den Persischen Korridor

Von April 1943 bis Mai 1945 wurden Transporte im Rahmen der Leih- und Pachtgesetze im Umfang von 5 Millionen Tonnen über den Persischen Korridor zu Gunsten der Roten Armee organisiert. Dabei spielten die 1939 fertiggestellten Eisenbahnlinien der Iranian State Railway eine wichtige Rolle. Die Transporte begannen im Hafen Bandar Shahpur (heute Bandar-e Imam Chomeini) und Buschehr im Persischen Golf und führten über Teheran zum Kaspischen Meer. Es gab weitere Häfen im Iran und im Irak bei Basra und Umm Qasr.
Während der Operation Overlord wurden Truppentransporter und Amphibienfahrzeuge wie der DUKW vom USATC gefahren, um die Frachter zu entladen.